# Pilotrichum debile
Pilotrichum debile là một loài rêu trong họ Pilotrichaceae. Loài này được Besch. mô tả khoa học đầu tiên năm 1876.